# Пайерон, Эдуард
Эдуа́рд Пайеро́н (Эдуард Жюль Анри Пайерон, в старых источниках Пальерон, фр. Édouard Jules Henri Pailleron; 17 сентября 1834 года, Париж — 19 апреля 1899 года, там же) — французский драматург, поэт и журналист; печатался в парижском «Обозрении Старого и Нового света»; член Французской академии с 1882 года.
Автор комедий и водевилей, которым присущи тонкая сатира нравов, меткость наблюдений, чисто парижское остроумие. В числе наиболее известных пьес — «Общество поощрения скуки» (Le monde ou l’on s’ennuie, сатира на академические нравы, 1881), «L’Etincelle» (1879), «Мышь» (La Souris, 1887).
Сочинял также стихи. На стихотворение Пайерона «C'était en avril» написан ранний романс Сергея Рахманинова (1891), в России обычно исполняемый с русским текстом Вероники Тушновой («Апрель! Вешний праздничный день…»).

## Ссылки

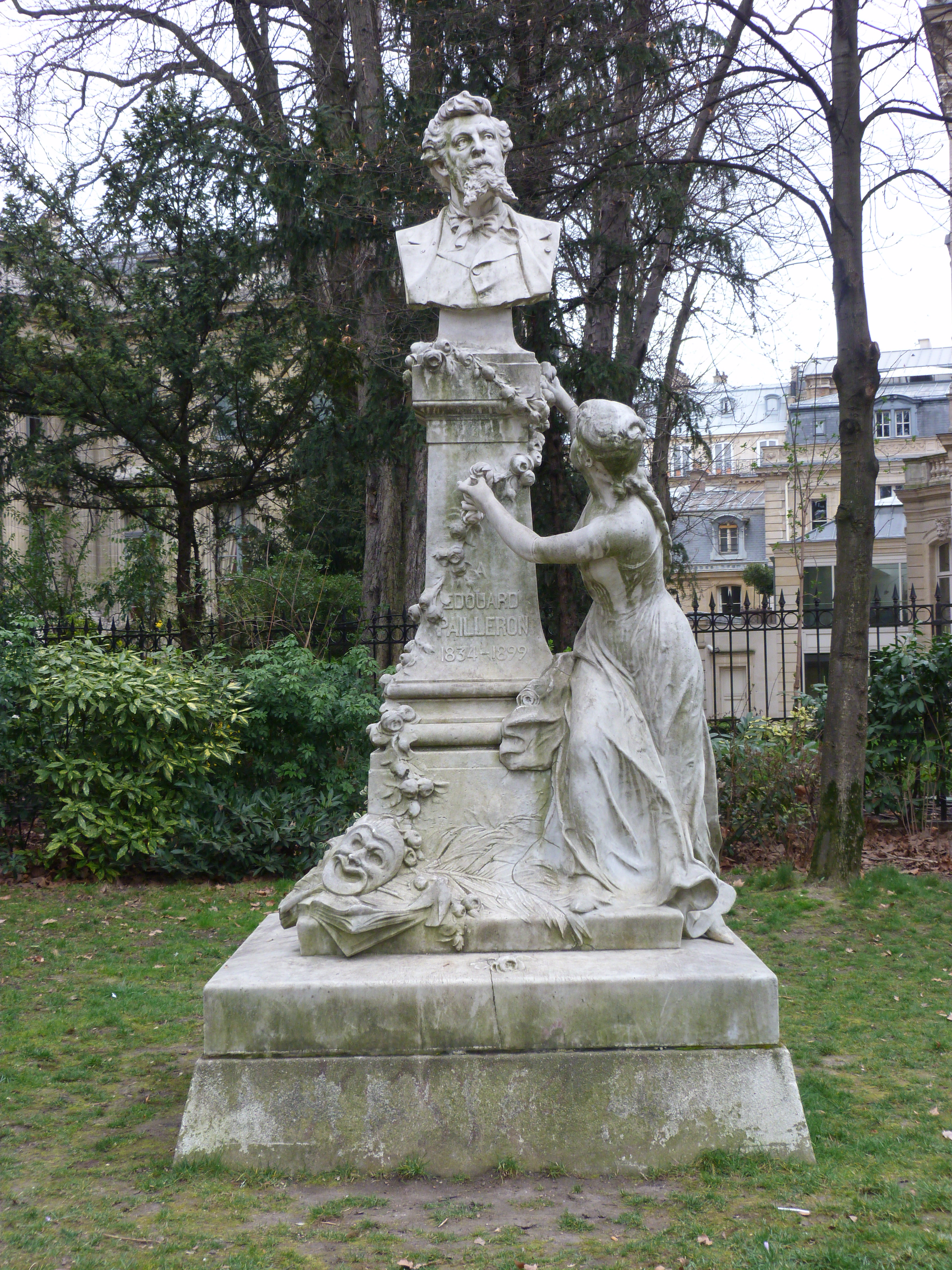
Бюст драматурга в парижском парке Монсо, созданный русским скульптором Л. А. Бернштамом